# セントラル・スペーシャル・テクノロジー
セントラル・スペーシャル・テクノロジー株式会社（英: Central Spatial Technology Inc.）は、愛知県名古屋市千種区青柳町に本社を置くGIS測量、航空測量、情報システム開発をおこなう会社である。

## 概要
愛知県名古屋市東区に本社を置く西川コミュニケーションズ株式会社の関連会社で、GISソリューション事業、航空測量業務、データプロセッシング事業、各種測量・調査業務、Webソリューション事業、コールセンター業務をおこなっている。

## 沿革
- 2005年（平成17年） - セントラル・スペーシャル・テクノロジー株式会社（CST）設立。資本金1,000万円。
- 2006年（平成18年） - 測量業者登録、プライバシーマーク認証取得。資本金1,150万円に増資。
- 2007年（平成19年） - 飯田支店、長野支店、三重支店を設置。
- 2008年（平成20年） - 東京支店を設置、飯田支店移転。資本金を5,000万円に増資。
- 2011年（平成23年） - コールセンター設置。資本金を1億円に増資。
- 2012年（平成24年） - 長野支店移転、岐阜支店を設置。

## 事業所
- 本社（愛知県名古屋市千種区）
- 飯田支店（長野県飯田市）
- 東京支店（東京都千代田区）
- 長野支店（長野県長野市）
- 三重支店（三重県津市）
- 浜松支店（静岡県浜松市中央区）
- 岐阜支店（岐阜県岐阜市）

## 関連会社
- 西川コミュニケーションズ株式会社
- 株式会社ディ・スタイル西川